# Ноткер Заїка

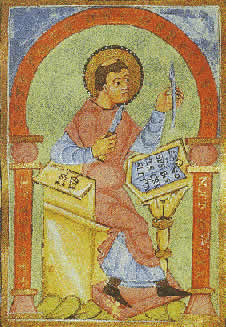
Ноткер Заїка

Ноткер Заїка (лат. Notker Balbulus, 840 — 6 квітня 912 роки) — монах монастиря Санкт-Галлен, остання велика постать Каролінгського Відродження, що жила вже на рубежі Х століття. Він був поетом, композитором, богословом, істориком, агіографом і у всіх цих жанрах вмів виділятися понад іншої маси монастирської літератури свого часу.

## Життєпис
Ноткер був родом з Алеманії (Швабії), навчався у Санкт-Галлені, потім став бібліотекарем Санкт-Галленского абатства і вчителем монастирської школи. Незважаючи на своє заїкання (про яке він говорить не раз), він був відмінним вчителем і користувався загальною любов'ю і повагою. Збереглися його листи, в прозі і віршах, до одного з його учнів, майбутнього абата СоломонА III; вони відрізняються вченістю, витонченістю та ніжністю. Разом з двома іншими ченцями, поетом Ратпертом та гімнографом Тутілоном (творцем жанру тропів) вони становили як би тріумвірат, що був центром духовного життя Санкт-Галлена. Помер у Санкт-Галленському монастирі 6 квітня 912 року.

## Згадки про Ноткера
Ім'я Ноткера не раз згадується в «Історія Санкт-Галлена», написаної в XI столітті Еккехардом. Описується Ноткер так: «На вигляд Ноткер був простий, але духом — у жодному разі; мовою заїкався, але розумом - нітрохи; в предметах божественних був високий, у випробуваннях — терплячий; м'який у всьому, але з школярами суворий наставник; боязкий перед несподіваним і раптовим, але твердий , коли його терзали злі духи, бо їм він вмів протистояти з відвагою. У молитвах, у читанні, у написанні він не знав відпочинку і, щоб коротше описати святість його натури, був він істинний сосуд Духа Святого, і повніше за нього не було в ті дні нікого». Втім, ця святість не перешкоджала проявам жвавого і веселого характеру: у тій же «Історії Санкт-Галлена» розповідається, як одного разу Ноткер, Ратперт і Тутілон втрьох відлупцювали єпископського підслуховувача, що підслуховував їх розмови в бібліотеці, кричачи при цьому, що вони впіймали диявола; в іншому місці розповідається, як ченці сусіднього Рейхенауського монастиря хвалилися, ніби зловили в Боденському озері рибу в дванадцять п'ядей, а Ноткер їм відповів, що у них в Санкт-Галлені навіть взимку ростуть гриби, над ним посміялися, але це була правда — гриби росли в льосі поруч з монастирською кухнею, де було сиро і тепло: і ось найближчої зими Ноткер послав у Рейхенау великий гриб з віршованою записочкою, де просив надіслати у відповідь, якщо можна, хоч кісточки дивовижних рейхенауских риб. Власне, тільки такі відомості про Ноткера і спонукають деяких дослідників приписувати йому авторство віршованого переказу народної казки-жарта «Про цапа і трьох братів», яка збереглася в санкт-галленских архівах у дійсному автографі, але без імені автора.

## Науковий доробок
Головний внесок Ноткера в середньовічну латинську поезію - це розробка жанру секвенцій. У присвяченому листі до єпископа Ліутварда Верцелльского він розповідає, що змолоду йому було важко запам'ятати складні наспіви «аллілуй», і він намагався підібрати під них слова; коли йому було двадцять два роки, в Санкт-Галлен з розореного норманами Жум'єжа приїхав священик із збіркою північнофранцузьких секвенцій; вимогливому Ноткеру вони здалися невдалими, і за порадою свого вчителя ірландця Менгала він став складати за їх зразком свої власні, а вже набагато пізніше (у 884-887 роках) зібрав їх разом і присвятив Ліутварду Верцелльскому. Вважалося, що Ноткер написав 50 секвенцій; виділити їх з тієї безлічі творів цього жанру, який залишила Санкт-Галленская школа, - справа дуже важка. Зберігся переказ, що мелодія знаменитої секвенції на П'ятидесятницю була підказана йому шумом млинового колеса в Санкт-Галлені, а деякі інші його секвенції насправді належали комусь з його учнів чи наслідувачів.
Як композитор Ноткер не обмежувався створенням мелодій до своїх секвенція, але і склав короткий підручник музики, головним чином - на основі Боеція. Як агіограф він склав житіє святого Галла, засновника Санкт-Галлена, в незвичній для свого часу формі — у вигляді діалогу між Ноткером, Ратпертом та Гартманом (учнем Ноткера, майбутнім абатом), написаного змішано прозою і віршами різних розмірів; на жаль, від цього твору збереглися лише уривки. Як богослов він склав перший у Європі підручник латинської патристики («Notatio», присвячену Соломону): перелік коментарів до кожної біблійної книги, потім перелік ексцерптів з отців церкви, потім — авторів, що лише попутно займалися цим предметом, потім — житій і церковної історії; це невеликий твір має вигляд анотованої бібліографії. Але найцікавіша діяльність Ноткера як історика — його «Діяння Карла Великого»; вони збереглися без імені автора, але за деякими стилістичними ознаками, а також по самохарактеристиці «я, беззубий заїка ...» приписуються Ноткеру з достатньою впевненістю.
«Діяння Карла Великого» були написані по спонуканню імператора Карла III Товстого, останнього з Каролінгів, який об'єднав під своєю владою всі колишні володіння свого прадіда Карла Великого; Карл III відвідав Санкт-Галленський монастир у грудні 883 року, і «Діяння Карла Великого» були написані відразу після цього. Письмовими джерелами для Ноткера послужили праця псевдо-Ейнгарда, «Королівський літопис» і деякі інші твори, але головними його джерелами були усні перекази. «Діяння Карла Великого» складалася з трьох книг (збереглися тільки півтори перші): про церковної діяльності Карла, про його військові подвиги і про його особисте життя; основу для першої книги дали Ноткеру розповіді його вчителя Верінберта, основу для другої - розповіді батька Верінберта, старого дружинника Карла Великого, для третьої - розповіді ще якоїсь неназваної особи. Матеріал цих оповідей розташовується без будь-якої історичної послідовності, з характерною фольклорною безіменністю: «Був якийсь священик ...»; склад їх живий і легкий, зберігає явні сліди усного просторіччя і дуже несхожий на вчену мову інших творів Ноткера. Часто, особливо в першій книзі, розповіді мають сатиричний відтінок: у суперництві монастирів та єпископату, що заповнює все IX століття, чернець Ноткер твердо стоїть на боці перших і з любов'ю описує, як Карл Великий викривав і карав невігластво, пихатість і розбещеність білого духовенства. Образ Карла Великого в «Діяннях» надзвичайно героїзовано і ідеалізовано: це вже не історична особа, а персонаж народної легенди, ідеальний правитель, справедливий, мудрий, добросердий і грізний для ворогів, осереддя всіх чеснот, як християнських, так і військових. Цим і цікаві «Діяння Карла Великого» для дослідників: не як історичне джерело, а як відображення народного уявлення про Карла Великого, як відгомін усного переказу IX століття. «Діяння Карла Великого» користувалися успіхом аж до XI століття, коли на зміну їм прийшли сказання про Карла ще фантастичнішого характеру.